# Milivoje Marković
Milivoje 'Mića' Marković (Zagreb, 20 maart 1939 - Belgrado, 5 juli 2017) was een Joegoslavische, resp. Servische jazzsaxofonist, klarinettist en componist.

## Biografie
Marković studeerde rechtswetenschap en daarna muziek aan de Musikakademie Graz. Begin jaren 60 speelde hij in het sextet van Mirko Souc, hiermee maakte hij zijn eerste opnames en trad hij twee keer op tijdens het jazzfestival in Bled. In de volgende decennia werkte hij met Janez Gregorec and His International Orchestra, waarmee hij speelde op het International Jazz Festival Ljubljana, met het jazzorkest van de omroep RTV Beograd (Orkestar RTB Sa Gostima) en de B.P. Convention onder leiding van John Lewis en Miljenko Prohaska (Mistery of Blues (Misterij Bluesa)). In 1980 maakte hij zijn eerste opnames onder eigen naam, met een sextet met Stjepko Gut. De groep trad met Clark Terry (Live in Belgrade, 1982) en Ernie Wilkins op en stond ook op het North Sea Jazz Festival. Vanaf het einde van de jaren 90 leidde hij een kwartet met pianist Mirko Petrović (Around Balkan Midnight).
In de jazz speelde hij tussen 1960 en 1998 mee op dertig opnamesessies, o.a. met Bora Roković, Vladimir Furduj, Milimir Drasković en met Vladana Marković en de RTB Big Band. Hij schreef de composities Otpisani, Ballad in Escutable en Stemi, daarnaast was hij actief als filmcomponist, o.a. voor de film Povratak otpisanih (1976) van Aleksandar Đorđević.

## Discografie (selectie)
- 1980: Marković/Gut Sextet, met Steve Gut, Nikola Mitrović, Miloš Krstić, Bora Roković, Vojin Draskoci, Lazar Tosić
- 1983: Message from Belgrade: Marković/Gut Sextet (Timeless)
- 1984: Ernie Wilkins in Belgrade with Sextet Gut-Marković (RTB)

## Filmografie
- 1970: Beli zecevi (televisiefilm)
- 1970-1971: Levaci (televisieserie)
- 1972: Zasluge (televisiefilm)
- 1974: Otpisani
- 1974-1975: Otpisani (televisieserie)
- 1976: Povratak otpisanih
- 1976: Koga cekas kume (televisiefilm)
- 1977: Ljubavni zivot Budimira Trajkovica
- 1978: Povratak otpisanih (televisieserie)
- 1980: Pozorisna veza
- 1981: Erogena zona
- 1981: Sedam sekretara SKOJ-a (televisieserie)
- 1981: Lov u mutnom